# SoftBank 823P
SoftBank 823P（ソフトバンク はちにいさん ピー）は、パナソニックモバイルコミュニケーションズによって開発された、ソフトバンクモバイルの第三世代携帯電話 (SoftBank 3G) 端末である。2008年6月28日発売。「Tropical(トロピカル)」の愛称を持つ。

## 主な機能・サービス
- 世界対応ケータイ（3G）
- ICデータ通信対応

| 主な対応サービス         | 主な対応サービス       | 主な対応サービス               |
| ------------------------ | ---------------------- | ------------------------------ |
| S!一斉トーク             | S!ともだち状況         |                                |
| S!速報ニュース           |                        |                                |
| S!情報チャンネル         | S!FeliCa               | PCサイトブラウザ               |
| 電子コミック             | S!アプリ（メガアプリ） | 着うたフル／着うた             |
| デコレメール             | S!電話帳バックアップ   | 着デコ                         |
| コンテンツおすすめメール | TVコール               | 世界対応ケータイ（W-CDMA専用） |
| S!GPSナビ                | デルモジ表示           | ワンセグ                       |
| 3G ハイスピード          | S!おなじみ操作         | ダブルナンバー                 |
|                          | きせかえアレンジ       |                                |

## 特徴
「ワンプッシュオープンボタン」をヒンジ(蝶番)部に採用した、角を丸められたデザインの折りたたみ型端末で、「Tropical」の愛称にふさわしく、夏を連想させる明るいパステル調カラーバリエーションが特徴。そして、最大の特徴は、パナソニック製の携帯電話機としては初の防水ワンセグケータイで、IPX5とIPX7相当の防水性能を持っている。なお、他社の防水携帯と同じく、真水/水道水以外の液体（石鹸水や海水）に対しての防水性能は保証されていないので注意して使用する。また、防水機能が失われた場合「故障に該当する」が「故障保証サービスには該当しない」ため、有償修理となる。
メインディスプレイが3.0インチフルワイドQVGA(TFT)液晶を搭載し、画質向上技術にモバイルPEAKSプロセッサーを搭載する。但し通常の折りたたみスタイルなのでVIERAケータイの愛称は無い。パナソニック製の折り畳み型携帯電話機の特徴とも言える、ワンプッシュオープンボタンも搭載する。
また、音楽機能として、SoftBank 8xxPシリーズとしては初のWindows Media AudioとSDオーディオの再生機能を搭載する。通話時に周囲の騒音を分析して音声を聞き取りやすくする「しっかりトーク」も搭載されている。

## 不具合
2008年7月14日に以下の不具合を修正するソフトウェアの更新がなされた。
- 特定のサイトに接続できない場合がある

2009年5月14日に以下の不具合を修正するソフトウェアの更新がなされた。
- ブラウザ使用中に、特定の操作を行う事でリセットする場合がある
- 特定のデコレテンプレートをダウンロードするとリセットする場合がある
- 利用環境によって、電池の使用時間が短くなる場合がある

2010年6月15日に以下の不具合を修正するソフトウェアの更新がなされた。
- アプリによるパケット通信中にカメラを起動した場合、それ以降、ごくまれにパケット通信ができなくなる

2010年07月30日に以下の不具合を修正するソフトウェアの更新がなされた。
- モバイルSuicaアプリが起動できない場合がある

2012年5月30日に以下の不具合を修正するソフトウェアの更新がなされた。
- ネットワークの状況などにより、コンテンツのダウンロードに失敗してしまう場合がある。

### メール
メール機能については、受信メールの通知を最優先としている仕様から、以下にあげられる操作上問題となりうる事象があるので注意。
- ウェブ閲覧・S!アプリ起動中など一部の機能を除き、新着メール受信時に「新着メールあり」の画面表示で操作が数秒間にわたって強制中断される。また、操作メニューの選択途中に新着メールが受信された場合にはメニュー選択が強制キャンセルされる場合もある。
  - 特に、S!メールを手動取得に設定している場合、再入圏時に大量のメールが来ている場合には全メールの通知の受信が完了するまで事実上操作不能の状態に陥る。
- 同様に、受信メールを複数選択して削除する際に新着メールが受信されると、画面の「未読メール」アイコンの点滅が終了してメール受信が完了したにもかかわらず「通信中です　操作できません」とメッセージが表示され、また削除するメールの選択がすべて解除され、再度の選択作業を余儀なくされる。

ただしこれらについては、2009年5月14日現在でも全く対処されていない（「不具合」ないし「不適切な仕様」とは認識すらされていないおそれもある）。

## ワンセグ
- 連続視聴時間
通常時:約5時間10分
ECOモード時:約6時間45分
- モバイルPEAKSプロセッサー搭載